# Problema creatorului lui Dumnezeu
Problema creatorului lui Dumnezeu este o controversă legată de ideea cauzei responsabile pentru existența lui Dumnezeu, presupunând că Dumnezeu există. Aceasta contestă argumentul că universul nu poate exista fără un creator, susținând că însuși creatorul universului ar trebui să se supună acelorași restricții. Acest argument poate duce la o problemă de regresie infinită, unde fiecare creator presupus ar avea nevoie de propriul creator. O întrebare comună adresată ideii teiste a unei zeități creatoare ca prima cauză a universului este: „Cine l-a creat pe Dumnezeu?”
Unele tradiții religioase includ astfel de concepte în doctrina lor. Jainismul susține că universul este etern și nu are un început. De asemenea, secta ismailită respinge ideea lui Dumnezeu ca fiind prima cauză, bazându-se pe doctrina incomparabilității lui Dumnezeu și pe ideea că El este sursa întregii existențe, inclusiv a abstractului.

## Perspective
Osho a scris:
Nu, nu întreba asta. Așa spun toate religiile - nu întreba cine l-a creat pe Dumnezeu. Dar acest lucru este ciudat - de ce nu? Dacă întrebarea este valabilă despre existență, de ce devine invalidă atunci când este aplicată lui Dumnezeu? Și odată ce te întrebi cine l-a creat pe Dumnezeu, cazi într-o regresie la absurd.

John Humphreys a scris:
...dacă cineva ar putea da o explicație, am fi forțați să ne angajăm în ceea ce filosofii numesc o regresie la infinit. După ce am stabilit cine l-a creat pe Dumnezeu, ar trebui să răspundem la întrebarea cine l-a creat pe creatorul lui Dumnezeu.

În The God Book, deistul Michael Arnheim comentează:
Obiecția ateistă este că, dacă Dumnezeu a creat universul, cine l-a creat pe Dumnezeu? Judecând după numărul mare de câte ori Dawkins repetă acest lucru în The God Delusion, trebuie să presupunem că vede acest lucru ca pe un argument ucigaș împotriva existenței lui Dumnezeu. .

Alan Lurie a scris:
Ca răspuns la unul dintre blogurile mele despre scopul lui Dumnezeu în crearea universului, o persoană a scris: „Tot ce ați făcut este să abateți întrebarea: Dacă Dumnezeu a creat Universul, cine l-a creat pe Dumnezeu? Aceasta este o dilemă pe care oamenii religioși o dispersează încercând s-o evite.” Întrebarea „Cine l-a creat pe Dumnezeu?” a fost analizată de teologi de milenii, iar răspunsul este atât surprinzător de evident, cât și subtil din punct de vedere filozofic...
... orice ar crede cineva despre începuturile Universului, există „ceva” chiar la origine care nu a fost creat. Acesta este un lucru inevitabil, un adevăr cosmic.

## Răspunsuri
Apărătorii religiei contracarează întrebarea afirmând că este necorespunzătoare:
Ne întrebăm: „Dacă toate lucrurile au un creator, atunci cine l-a creat pe Dumnezeu?” De fapt, numai lucrurile create au un creator, deci este necorespunzător să-l asemănăm pe Dumnezeu cu creația sa. Dumnezeu ne-a dezvăluit în Biblie că El a existat dintotdeauna.

Unii atei argumentează că nu există motive pentru a presupune că universul a fost creat. Întrebarea devine irelevantă dacă se presupune că universul are un timp, fiind supus unei serii infinite de Big Bang-uri și Big Crunch-uri.
Unii creștini, mai ales cei care susțin principiul rațiunii suficiente al lui Leibnizian, consideră că Dumnezeu este o ființă necesară, care nu poate fi cauzată de altceva. Întrebarea „Ce a creat X” s-ar aplica numai entităților contingente, nu unei ființe necesare ca Dumnezeu.

## Vezi si
- Creatorul în budism
- Demiurg
- Ex nihilo
- Design inteligent
- Nimic nu vine din nimic
- Theotokos
- Regresie la infinit
- Argument cosmologic